# ريتشارد إنغلس
ريتشارد إنغلس (بالإنجليزية: Richard Engels)‏ هو سياسي أمريكي، ولد في 7 ديسمبر 1969. حزبياً، نشط في الحزب الديمقراطي. وقد انتخب عضو داكوتا الجنوبية البيت النواب.